# Калайо, Эмануэле
Эмануэле Калайо (итал. Emanuele Calaiò; род. 8 января 1982, Палермо) — итальянский футболист, нападающий.

## Карьера
Калайо начал свою футбольную карьеру в туринском клубе «Торино». Первый свой матч в составе клуба он провёл против «Реджины» и сумел отличиться уже через три минуты после выхода на поле. Всего Эмануэле Калайо, до того как был отдан в аренду, сыграл 20 матчей и забил три мяча.
Первоначально Калайо был арендован «Тернаной», затем проведя короткий отрезок в «Мессине» был взят в аренду, а позднее и выкуплен «Пескарой».
В «Пескаре» Калайо проявил себя как результативный форвард: в 60 матчах он отличился 27 раз. С его помощью «Пескара» сумела вернуться в Серию B в 2003 году.
В январе 2005 года Эмануэле Калайо перешёл в «Наполи», на тот момент клуб третьего итальянского дивизиона, Серии C1. При его помощи клуб поднялся в Серию A и сумел закрепиться в лиге. Тем не менее с приходом в клуб Марсело Салайеты и Эсекьеля Лавесси Калайо потерял место в основном составе и перешёл в «Сиену» в 2008 году.

## Личная жизнь
Эмануэле Калайо женат на Фредерике, родной сестре жены Николы Мора. В сезоне 2000/2001 года они вместе выступали в составе «Торино».

## Достижения
Чемпион:
- 2000/01 Серию B («Торино»)
- 2005/06 Серия C1 («Наполи»)
- 2006/07 Серию B («Наполи»)